# Вышгородский массив
Вы́шгородский жило́й масси́в (укр. Ви́шгородський житлови́й маси́в) — жилой массив в Оболонском районе города Киева.
Расположен на правом берегу Днепра в северной части города. Ограничен улицами Вышгородской, Автозаводской, Полярной и железнодорожными путями Северного полукольца.

## История
Массив появился после перепланировки и сноса малоэтажной застройки Приорки между Приорской улицей и площадью Тараса Шевченко. Разделен на четыре микрорайона. Площадь массива — около 112 га. Население составляет 35,2 тыс. человек (по состоянию на 2012 год).
Основная застройка массива проведена в первой половине 1960-х годов вдоль Вышгородской улицы на территории части местностей Приорка, Кинь-Грусть и дача Кульженко. На тот момент участок представлял собой уже в значительной степени сложившуюся 3-5-этажную застройку 1930—40-х годов с вкраплением индивидуальных домов усадебного типа, не подлежавшую сносу. Вся новая застройка осуществлена 5-этажными жилыми домами по проектам серий 1-480 и 9-этажными по проектам 1КГ-480 и 1-318. Магазины и культурно-бытовые помещения в основном расположены в цокольных и первых этажах жилых домов.